# コマイ
コマイ（氷下魚、学名 Eleginus gracilis、英語: Saffron cod）は、タラ科に属する魚類。カンカイ（寒海）とも呼ばれる。マダラ・スケトウダラと並び、日本近海に生息するタラ類の1つ。

## 名称

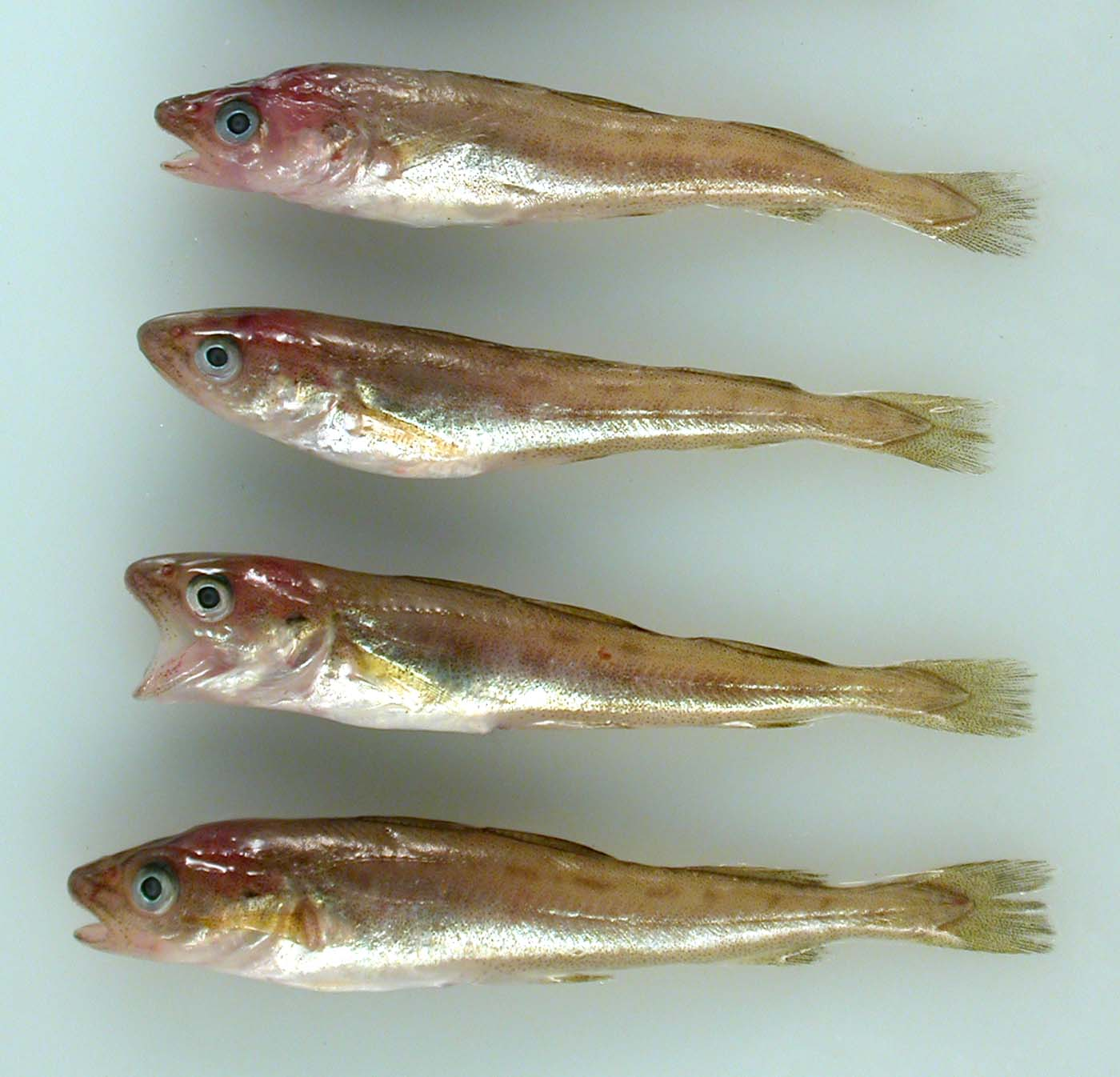
コマイの稚魚

体長によってゴタッペ（幼魚）、コマイ、オオマイ（大型魚）と呼び名を変える場合もある。熟字訓「氷下魚」の由来は厳冬期に氷を割って漁獲（氷下待ち網漁）したことから。
アイヌ語ではコマイ（komay）またはカンカイ（kankay）、ニヴフ語ではカンギ（qaηi）と呼ばれる。ロシア語ではнавага（ナヴァワ）またはвахня（ヴァフニャ）などと呼ばれる。

## 分布・生息域
黄海、日本海、オホーツク海、ベーリング海を含む北太平洋に分布し、水深200mより浅い海に生息する。日本国内では、北海道の沿岸、青森県から山口県までの日本海沿岸地域、青森県から宮城県までの太平洋沿岸地域に分布する。

## 形態・生態
記録では、最大のもので全長55cm・体重1,300g。3基の背鰭と2基の臀鰭を持つタラの仲間だが、下顎より上顎が前に突き出ていて、下顎にあるひげが短いことから、マダラやスケトウダラと区別できる。
夜行性で群を作る。オキアミ類や多毛類を食べるる。

## 利用
4～5月と9～12月が旬である。日本では主に北海道で漁獲され、干物や魚肉練り製品の材料となる。もっぱら干物にはやや小さめのものを用い、頭とワタだけ取った1匹丸ごとのものと、開いたものがある。稀に生のものが流通している。
干物はそのまま酒肴として、または軽くあぶってマヨネーズ、醤油、七味唐辛子などをつけて食べる。また、金槌で叩いておくと食べやすいという。ただし匂いに少々癖がある。1匹ものはかなり硬いのが通例で、皮と骨をむしり取った身をよく噛めば美味であるが、歯が丈夫でない人はそのまま食すのは避けた方が無難。身や骨が指先に刺さり、血が出ることもしばしばある。一晩水に浸け、そのまま軽く沸騰させて（蓋は開けて干物臭を煮飛ばす）から焼けば、かなり食べやすくなる。水には出汁が出るので、味噌汁などに使う。
最近では、一夜干し・生干にして食べやすくしたものも作られている。北海道のコンビニエンスストアでは調味料と共にパックされ、販売されており、また、通販でも売られている。